# Хамер (Ајдахо)
Хамер (енгл. Hamer) град је у америчкој савезној држави Ајдахо.

## Демографија
По попису из 2010. године број становника је 48, што је 36 (300,0%) становника више него 2000. године.
| Група             | 2000.     | 2010.      |
| Белци             | 5 (41,7%) | 35 (72,9%) |
| Афроамериканци    | 0 (0,0%)  | 0 (0,0%)   |
| Азијати           | 0 (0,0%)  | 3 (6,3%)   |
| Хиспаноамериканци | 6 (50,0%) | 6 (12,5%)  |
| Укупно            | 12        | 48         |